# Myhinlahti
Myhinlahti är en vik i Finland. Den ligger i Rautalampi i landskapet Norra Savolax, i den centrala delen av landet, 280 km norr om huvudstaden Helsingfors. Myhinlahti ligger vid sjön Hankavesi.